# Triptyque de Stavelot
Le triptyque de Stavelot est un reliquaire médiéval et un autel portatif, en or et en émail, destiné à protéger des morceaux de la Vraie Croix. Il a été créé par des artistes mosans, aux alentours de l'année 1156, pour l'abbaye de Stavelot, dans l’ancienne principauté de Stavelot-Malmedy (aujourd'hui en Belgique), et intègre deux petits triptyques plus anciens et d'origine byzantine. Le travail est considéré comme un chef-d'œuvre d'orfèvrerie romane. Le triptyque est aujourd'hui conservé au Pierpont Morgan Library de New York. 